# Ceratostylis lateralis
Ceratostylis lateralis är en orkidéart som beskrevs av Rudolf Schlechter. Ceratostylis lateralis ingår i släktet Ceratostylis och familjen orkidéer. Inga underarter finns listade i Catalogue of Life.